# 阿纳西奥斯·瓦卡利斯
阿纳西奥斯·瓦卡利斯（希臘語：Νάσος Βακάλης）是一位希腊的动画导演和画师。

## 生平
出生于希腊，从小就对艺术、设计敢兴趣，并且在其幼年的时候，其设计的作品就在比赛中获得了很多的奖项。
等到他长大后，他的兴趣转向了动画设计等东西。最初他在希腊的几家广告公司和小型工作室担任卡通和图形设计，后来在美国就读于洛杉矶县的加州艺术学院电影与视频系，并在就读期间获得了艺术学院获得美术学士学位。在他的大学四年级时，阿纳西奥斯·瓦卡利斯参加了希腊戏剧短片节，其作品得到了导演唐·布鲁斯的注意，他为阿纳西奥斯·瓦卡利斯提供了职位。
瓦卡利斯一开始在布鲁斯公司担任动画助理的职务，几周后他就晋升为动画师。在任职期间，他完成了电影《拇指姑娘》等的制作。
1995年他就职华纳公司，并在公司中担任动画总监，参与设计和制作动画长片《Quest for Camelot》中角色，同时他也参与了工作室当时正在开发的许多项目的前期制作。
后在1997年他在母校担任教授。
随后在2004年底，他与妻子生活在洛杉矶。
2006年，他被美国国家电视艺术与科学学院授予艾美奖，
2014年，他的作品《少数人的晚餐》赢得了超过78个国际奖项，其中包括由丹麦动画协会 (ANIS) 与欧登塞国际电影节联合主办的著名的2015年博尔赫环奖。该片入围第88届奥斯卡金像奖，并获得隆德奇幻电影节银梅里爱奖提名。